# John D. Barrow

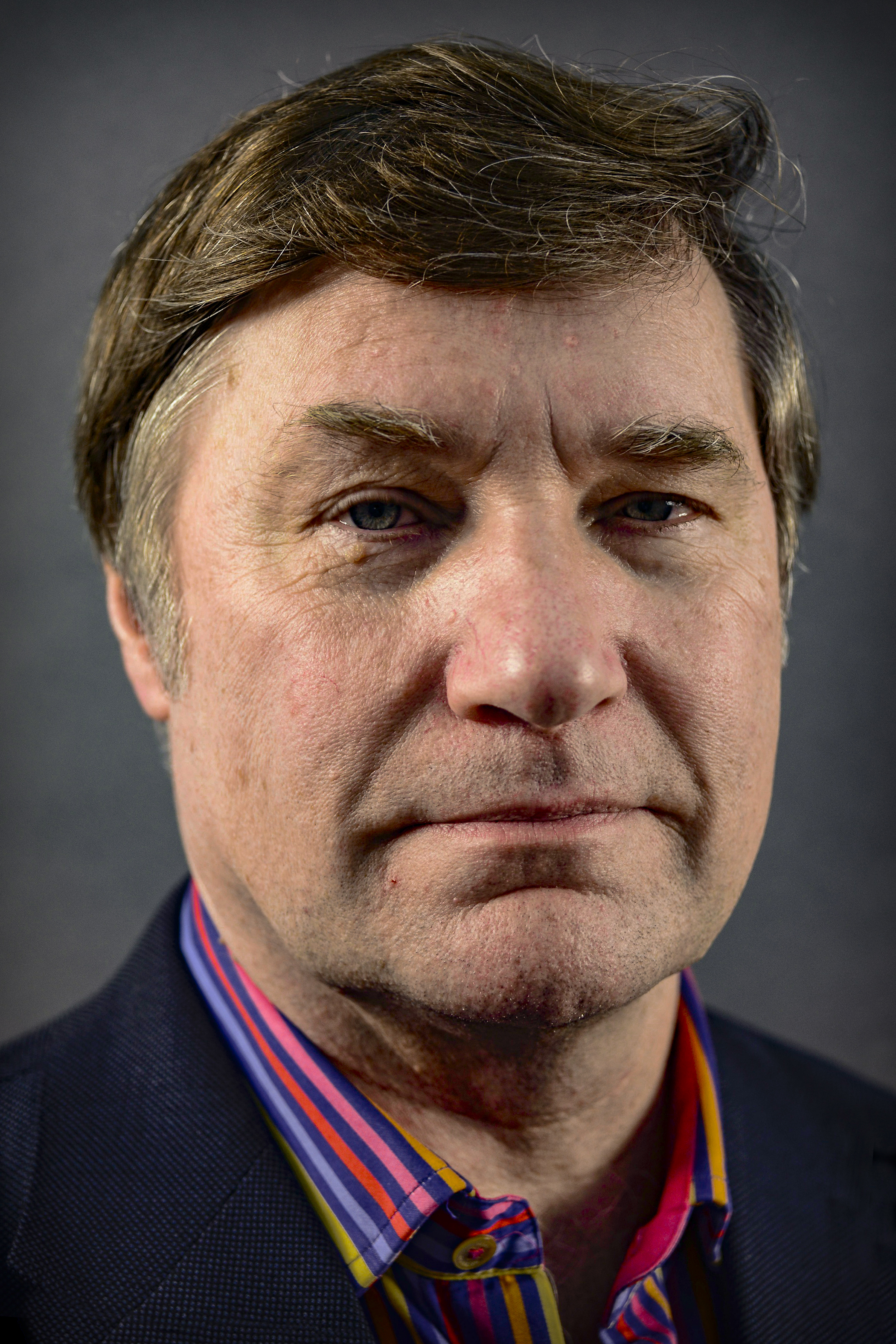
John D. Barrow, 2012

John David Barrow (* 29. November 1952 in London; † 26. September 2020 in Cambridge) war ein britischer theoretischer Physiker und Professor für angewandte Mathematik und theoretische Physik an der Universität Cambridge.

## Leben und Wirken
Barrow studierte von 1971 bis 1974 Mathematik an der University of Durham und anschließend Astrophysik an der Universität Oxford, wo er 1977 bei Dennis Sciama mit der Arbeit Non-uniform Cosmological Models promoviert wurde. Von 1977 bis 1980 war er Research Lecturer am Christ Church College und in der Fakultät für Astrophysik in Oxford. Danach war er Miller Fellow an der University of California, Berkeley. 1981 ging er an die University of Sussex, an der er bis zu seinem Wechsel nach Cambridge 1999 blieb. Er war auch Leiter des Millennium Mathematics Project. Von 2003 bis 2015 war er in verschiedenen Positionen am Gresham College in London tätig.
Neben mehr als 300 wissenschaftlichen Publikationen war er auch Autor zahlreicher populärwissenschaftlicher Bücher, deren erstes, The Left Hand of Creation, 1983 erschien. 1988 begründete er zusammen mit Frank Tipler eine Version des anthropischen Prinzips in dem umstrittenen Buch The Anthropic Cosmological Principle.
Sein Theaterstück Infinities, das 2002 in Mailand Premiere hatte, gewann den italienischen Theaterpreis.

## Auszeichnungen
- 2006 Templeton-Preis[2][3]
- 2008 Michael-Faraday-Preis der Royal Society
- 2015 Dirac-Medaille des Institute of Physics
- 2016 Goldmedaille der Royal Astronomical Society

## Mitgliedschaften
- 2003 Fellow der Royal Society[4]
- 2009 Mitglied der Academia Europaea[5]
- 5. Februar 2020 Mitglied der Päpstlichen Akademie der Wissenschaften[6]

## Publikationen
- mit Frank Tipler: The Anthropic Cosmological Principle. Oxford 1986, ISBN 0-19-282147-4
- The left hand of creation. Basic Books, New York, 1983
  - deutsch: Die linke Hand der Schöpfung. Spektrum Akademischer Verlag, Heidelberg 1999, ISBN 3-8274-0526-2
- The world within the world. Oxford University Press, London, 1988
  - deutsch: Die Natur der Natur. Wissen an den Grenzen von Raum und Zeit. Rowohlt, Reinbek 1995, ISBN 3-499-19608-5
- Theories of everything. Oxford University Press, 1991
  - deutsch: Theorien für alles. Die Suche nach der Weltformel. Rowohlt, Reinbek 1994, ISBN 3-499-19534-8
- Pi in the sky. Oxford University Press, London 1992
  - deutsch von Anita Ehlers: Ein Himmel voller Zahlen Auf den Spuren mathematischer Wahrheit. Rowohlt, Reinbek 1999, ISBN 3-499-19742-1
- Perché il mondo è matematico? Rom 1992
  - deutsch: Warum die Welt mathematisch ist. dtv, München 1996, ISBN 3-423-30570-3
- The origin of the universe. Basic Books, New York 1993
  - deutsch: Der Ursprung des Universums. Wie Raum, Zeit und Materie entstanden. Goldmann, München 2002, ISBN 3-442-15061-2
- The artful universe. Oxford University Press, London 1995
  - deutsch: Der kosmische Schnitt. Die Naturgesetze des Ästhetischen. Spektrum Akademischer Verlag, Heidelberg 1997, ISBN 3-8274-0173-9
- Impossibility. Oxford University Press, London 1998
  - deutsch: Die Entdeckung des Unmöglichen. Forschung an den Grenzen des Wissens. Spektrum, Heidelberg 1999, ISBN 3-8274-1110-6
- The constants of nature. Jonathan Cape, London 2002
  - deutsch: Das 1x1 des Universums. Neue Erkenntnisse über die Naturkonstanten. Campus, 2004, ISBN 3-593-37330-0; Rowohlt, 2006, ISBN 3-499-62060-X
- The infinite book.
  - deutsch: Einmal Unendlichkeit und zurück. Campus Verlag, Frankfurt am Main 2006, ISBN 978-3-593-37774-2; Rowohlt 2006, ISBN 978-3-499-62298-4
- The Book of Universes.
  - deutsch von Carl Freytag: Das Buch der Universen. Campus Verlag, Frankfurt am Main 2011, ISBN 978-3-593-39337-7.